# Ramón Ferrandiz de la Plaza
Ramón Ferrandiz de la Plaza (Embún, valle de Hecho, província d'Osca, 7 de novembre de 1832 – Girona, 28 de juny de 1884) fou un militar progressista aragonès, protagonista d'un pronunciament militar d'ideologia republicana.
Ingressà a l'exèrcit espanyol el 23 d'agost de 1851 al Batalló de Caçadors de Catalunya. Llicenciat en 1853, el 1857 reingressà a l'exèrcit al regiment de Granada i va lluitar com a sergent a la Guerra d'Àfrica. En 1868 ascendí a alferes i fou destinat a València, on va participar amb els revoltats dels fets d'Alcoi i fou ascendit a tinent el 29 de setembre de 1868. Durant la Primera República Espanyola fou ascendit a comandant, i el 1874, durant la tercera guerra carlina, va lluitar a Irun i fou ascendit a tinent coronel.
Membre de la maçoneria i vinculat a l'Associació Republicana Militar, fou destinat a la guarnició de Santa Coloma de Farners, on en 1884 va participar en un infructuós pronunciament de caràcter republicà. Fracassada la revolta, fou capturat i el 27 de juny de 1884 fou executat juntament amb el tinent Manuel Bellés Casanova, fora muralla, prop de l'antic hospital militar de Girona, malgrat les peticions de clemència que es van fer des de diferents àmbits polítics. En 1889 l'ajuntament de Girona va erigir un monument funerari al cementiri per subscripció popular, on reposen les despulles dels dos militars. Tenen dedicat un carreró a Girona.